# Nancy E. Dick
Nancy E. Dick (* 22. Juli 1930 in Detroit, Michigan) ist eine ehemalige US-amerikanische Politikerin. Zwischen 1979 und 1987 war sie Vizegouverneurin des Bundesstaates Colorado.

## Werdegang
Nancy Dick studierte an der University of Denver Jura. Ob sie tatsächlich als Juristin gearbeitet hat, ist nicht überliefert. Politisch wurde sie Mitglied der Demokratischen Partei. Zwei Legislaturperioden lang saß sie als Abgeordnete im Repräsentantenhaus von Colorado.
Im Jahr 1978 wurde Dick an der Seite von Richard Lamm zur Vizegouverneurin von Colorado gewählt. Dieses Amt bekleidete sie zwischen 1979 und 1987. Sie war die erste Frau, die dieses Amt in ihrem Staat innehatte. Dabei war sie Stellvertreterin des Gouverneurs. Im August 1980 nahm sie als Delegierte an der Democratic National Convention in New York teil, auf der Präsident Jimmy Carter zur dann erfolglosen Wiederwahl nominiert wurde. Vier Jahre später kandidierte sie für den US-Senat, unterlag aber dem republikanischen Amtsinhaber William L. Armstrong.